# Георгиос Ефрем
Георгиос Ефрем (на гръцки: Γεώργιος Εφραίμ) е кипърски футболист, полузащитник, който играе за АПОЕЛ.

## Кариера
Ефрем започва да тренира футбол в школата на Аполон Лимасол, а на 15-годишна възраст, през 2004 г. преминава в школата на английския Арсенал. През май 2007 г. се мести в школата на Глазгоу Рейнджърс. През 2009 г. е преотстъпен в Дънди, за които има 8 мача и 2 гола. След изтичането на договорът му, на 1 юни 2009 г. преминава в Омония. Още в първия си сезон там, печели титлата. Печели още отличието най-добър млад играч на сезон 2009/10. За 5 години с Омония печели една титла, две купи и две суперкупи. На 6 юни 2014 г. подписва 3-годишен договор с АПОЕЛ. Вкарва първия си гол за тима на 30 ноември 2014 г. срещу бившия си отбор Омония. Взима участие и във всички мачове от груповата фаза на Шампионска лига. На 20 май 2015 г. отбелязва две попадения във финалът за купата на Кипър срещу АЕЛ, завършил 4:2. Четири дни по-късно, печели дубъл с АПОЕЛ, след като побеждават Ермис Арадипу с 4:2.

### Национален отбор
Представя страната си във всички младежки формации. Капитан е на националния отбор до 21 г. През март 2009 г. получава повиквателна за първия отбор, както и през септември. На 16 ноември 2014 г. вкарва хеттрик на Андора в квалификация за Евро 2016.

## Отличия

### Омония
- Кипърска първа дивизия (1): 2009/10
- Носител на Купата на Кипър (2): 2011, 2012
- Носител на Суперкупата на Кипър (2): 2010, 2012

### АПОЕЛ
- Кипърска първа дивизия (3): 2014/15, 2015/16, 2016/17
- Носител на Купата на Кипър (1): 2015

### Индивидуални
- Млад футболист на годината (1): 2010